# Stepantsminda
Stepantsminda (georgiska: სტეფანწმინდა), tidigare Qazbegi (ყაზბეგი), är en daba (stadsliknande ort) i Georgien. Den ligger i regionen Mtscheta-Mtianeti, i den nordöstra delen av landet. Step'antsminda ligger 1 767 meter över havet. Antalet invånare var 1 326 år 2014. Stepantsminda är administrativt centrum för distriktet Qazbegi.